# Taken 2
Taken 2 är en fransk action-thriller från 2012 av Olivier Megaton, med Liam Neeson och Maggie Grace i huvudrollerna. Filmen, som hade Sverigepremiär den 5 oktober 2012, är en uppföljare till Taken.

## Handling
I ett försök att återförena familjen efter kidnappningsdramat i Taken bjuder Bryan (Liam Neeson) sin ex-fru Lenore (Famke Janssen) och dottern Kim (Maggie Grace) på en välbehövlig semester i Istanbul. Men där befinner sig också fadern till en av de mördade kidnapparna, fast besluten att utplåna hela familjen Mills. Återigen får Bryan användning av sina speciella färdigheter för att rädda både sig själv och sin familj.

## Rollista (i urval)
| Liam Neeson       | – Bryan Mills                    |
| Maggie Grace      | – Kim Mills                      |
| Famke Janssen     | – Lenore "Lennie" Mills-St. John |
| Rade Šerbedžija   | – Murad Hoxha                    |
| Leland Orser      | – Sam Gilroy                     |
| Jon Gries         | – Mark Casey                     |
| D.B. Sweeney      | – Bernie Harris                  |
| Luke Grimes       | – Jamie Conrad                   |
| Olivier Rabourdin | – Jean-Claude Pitrel             |
| Kevork Malikyan   | – Inspektör Durmaz               |

## Om filmen
Filmen fick 2014 en uppföljare, Taken 3.